# Sigetec
Sigetec är en ort i Kroatien.   Den ligger i länet Koprivnica-Križevcis län, i den nordöstra delen av landet, 80 km nordost om huvudstaden Zagreb. Sigetec ligger 125 meter över havet och antalet invånare är 1 246.
Terrängen runt Sigetec är platt. Runt Sigetec är det ganska tätbefolkat, med 52 invånare per kvadratkilometer. Närmaste större samhälle är Koprivnica, 8,8 km väster om Sigetec. Trakten runt Sigetec består till största delen av jordbruksmark.